# Sfinx (boek)
Sfinx (oorspronkelijke Engelse titel: Sphinx) is een boek geschreven door de Amerikaanse schrijver Robin Cook. De film Sphinx uit 1981 was gebaseerd op het boek.

## Verhaal
Het verhaal gaat over een jonge egyptologe die in Egypte een eeuwenoud beeld van farao Seti I te zien krijgt. Vlak nadat zij het beeld heeft gezien heeft wordt het echter gestolen. Samen met enkele vrienden probeert ze het beeld terug te vinden. Tijdens deze zoektocht komt ze op het spoor van zwarthandelaars en hangt haar eigen leven aan een zijden draadje.